# Protection of Military Remains Act
Der Protection of Military Remains Act ist ein 1986 vom britischen Parlament erlassenes Gesetz, das Wracks von Militärflugzeugen und Kriegsschiffen unter Schutz stellt. Im Hintergrund steht der Gedanke, dass solche Wracks als Kriegsgräber bzw. Seekriegsgräber öffentlichen Schutz genießen müssen.
Das Gesetz verbietet unbefugte Übergriffe auf die Wracks und Wrackreste von abgestürzten, gesunkenen oder gestrandeten Militärflugzeugen und Kriegsschiffen, unabhängig davon, ob es beim Verlust Todesfälle gegeben hat oder ob sich dieser in Friedens- oder Kriegszeiten ereignet hat. Alle abgestürzten Flugzeuge stehen automatisch unter Schutz, während Schiffe individuell benannt und unter Schutz gestellt werden müssen. Für die Unterschutzstellung ist die Kenntnis der Lage des Wracks nicht notwendig, es genügt die Bekanntgabe des Namens. Das Gesetz erstreckt sich auf alle britischen Kriegsschiffe und Flugzeuge (auch in internationalen Gewässern, allerdings ist hier die Durchsetzbarkeit nicht gegeben) sowie Kriegsschiffe jeder Nationalität in britischen Hoheitsgewässern. Deshalb werden auch derzeit drei Wracks von deutschen Kriegsschiffen durch das Gesetz geschützt.
Es gibt zwei Stufen des Schutzes:
- Protected Places sind alle Wracks abgestürzter Flugzeuge sowie alle Wracks von Kriegsschiffen, die seit dem 4. August 1914 (dem Beginn des Ersten Weltkriegs) verlorengegangen sind. Während Flugzeugwracks diesen Status automatisch erhalten, muss ein Schiffswrack individuell benannt werden, um unter Schutz gestellt zu werden. An einem „Protected Place“ darf getaucht werden, es ist jedoch verboten, in das Innere eines solchen Wracks einzudringen, Gegenstände zu entfernen oder Bergungen vorzunehmen. Momentan sind 46 Wracks in britischen und internationalen Gewässern, neben britischen Kriegsschiffen auch drei deutsche U-Boote (U 12, U 714 und UB 65), als „Protected Places“ unter Schutz gestellt.
- Controlled Sites sind definierte Gebiete mit den Überresten eines Militärflugzeugs oder Kriegsschiffs, das in den letzten 200 Jahren verlorengegangen ist. In einem in der Unterschutzstellung vorgegebenen Gebiet ist es verboten, ohne Erlaubnis zu tauchen und die Wrackreste zu berühren, zu verändern, in sie einzudringen oder Ausgrabungen und Bergungen vorzunehmen. De facto handelt es sich um ein totales, nur gelegentlich durch Ausnahmegenehmigungen durchbrochenes Tauchverbot. Zu einer „Controlled Site“ wurden vor allem Schiffe erklärt, deren Untergang zahlreiche Opfer gefordert hat, oder Wracks, bei denen menschliche Überreste exponiert sind oder sein könnten. Momentan sind 11 britische Kriegsschiffe in britischen und internationalen Gewässern sowie das deutsche U-Boot UB 81 als „Controlled Sites“ unter Schutz gestellt.

In den Jahren 2006 und 2007 gab es in Großbritannien eine lebhafte öffentliche Diskussion sowie auch gerichtliche Auseinandersetzungen um die Frage, ob auch durch Kriegseinwirkung gesunkene zivile Schiffe Schutz durch den „Protection of Military Remains Act“ genießen können und sollen. Sie entzündete sich an den Bemühungen eines Geschwisterpaares, das Wrack der SS Storaa unter Schutz stellen zu lassen, bei deren Versenkung 1943 ihr Vater getötet worden war. Das britische Verteidigungsministerium hat eine Ausdehnung des Schutzes auf zivile Schiffswracks zunächst abgelehnt, nach einem letztinstanzlichen Urteil des High Court (Oberster Gerichtshof) aber das Wrack der Storaa im April 2007 als „Protected Place“ unter Schutz gestellt. In Taucherkreisen wird nun befürchtet, dass nun das Tauchen an zahlreichen Wracks eingeschränkt oder ganz verboten wird.

## Protected Places (alphabetisch)
- Acheron, Zerstörer, 1940 bei der Isle of Wight durch Minentreffer gesunken, 151 Tote.
- Amphion, leichter Kreuzer, 1914 nach Minentreffer vor Harwich gesunken, 169 Tote, darunter 18 deutsche Kriegsgefangene.
- Ardent, Zerstörer, 1916 während der Skagerrakschlacht durch deutsche Artillerietreffer versenkt.
- Atlantic Conveyor , von der Royal Navy gechartertes Frachtschiff, 1982 während des Falklandkriegs nach Raketentreffer gesunken, 12 Tote.
- Black Prince, Panzerkreuzer, 1916 während der Skagerrakschlacht nach deutschen Artillerietreffern explodiert und gesunken, 857 Tote.
- Blackwood, Fregatte, 1944 vor der Küste von Dorset durch das deutsche U-Boot U 764 torpediert und versenkt, 58 Tote.
- Boadicea, Zerstörer, 1944 vor Portland, Dorset, durch einen deutschen Luftangriff versenkt, 175 Tote.
- Bullen, Geleitzerstörer/Fregatte, 1944 vor Cape Wrath, Schottland, durch das deutsche U-Boot U 775 torpediert und versenkt, 175 Tote.
- Curacoa, Leichter Kreuzer, 1942 durch Kollision mit dem Passagierschiff Queen Mary vor der Nordküste Irlands gesunken, 338 Tote.
- Defence, Panzerkreuzer, 1916 während der Skagerrakschlacht durch deutsche Artillerietreffer versenkt, 903 Tote.
- Delight, Zerstörer, 1940 nahe Isle of Portland durch deutschen Luftangriffe beschädigt und im Hafen von Portland gesunken, 6 Tote.
- Exmoor, Zerstörer, 1941 vor Lowestoft durch ein deutsches Schnellboot torpediert und versenkt, 104 Tote.
- Fortune, Zerstörer, 1916 während der Skagerrakschlacht durch deutsche Artillerietreffer versenkt.
- Gloucester, Kreuzer, 1941 im Mittelmeer bei Antikythera nach Bombentreffer gesunken, 756 Tote.
- Gurkha, Zerstörer, 1917 durch Minentreffer vor Dungeness gesunken, 75 Tote.
- Hood, Schlachtkreuzer, 1941 in der Dänemarkstraße nach Artillerietreffer des deutschen Schlachtschiffs Bismarck gesunken, 1.418 Tote.
- Indefatigable, Schlachtkreuzer, 1916 während der Skagerrakschlacht nach deutschen Artillerietreffern durch Munitionskammerexplosion gesunken, 1.017 Tote.
- Invincible, Schlachtkreuzer, 1916 während der Skagerrakschlacht nach deutschen Artillerietreffern durch Munitionskammerexplosion gesunken, 1.026 Tote.
- K4, U-Boot, 1918 während der sog. Schlacht bei der Insel May im Firth of Forth nach Kollisionen mit den Schwesterschiffen K6 und K7 gesunken, 56 Tote
- K17, U-Boot, 1918 während der sog. Schlacht bei der Insel May im Firth of Forth nach Kollision mit dem Kreuzer 'HMS Fearless gesunken, 47 Tote.
- Loyalty, Minensucher, 1944 bei Portsmouth durch das deutsche U-Boot U 480 torpediert und versenkt, 20 Tote.
- L24 , U-Boot, 1924 vor Portland bei einem Unfall gesunken, 43 Tote.
- M1, U-Boot, 1925 vor der Küste Devons nach Kollision mit dem Frachter SS Vidar gesunken, 69 Tote.
- M2, U-Boot-Katapultschiff, 1932 vor der Isle of Portland durch einen Unfall gesunken, 60 Tote.
- Nestor, Zerstörer, 1916 während der Skagerrakschlacht durch deutsche Artillerietreffer versenkt.
- Nomad, Zerstörer, 1916 während der Skagerrakschlacht durch deutsche Artillerietreffer versenkt.
- Penlyan , Zerstörer, 1942 bei Start Point durch das deutsche Schnellboot S 115 der 5. Schnellboot-Flottille versenkt, 38 Tote.
- Prince of Wales, Schlachtschiff, 1941 vor Malaysia durch japanische Bomber versenkt, 327 Tote.
- Queen Mary, Schlachtkreuzer, 1916 während der Skagerrakschlacht nach deutschen Artillerietreffern durch Munitionskammerexplosion gesunken, 1.257 Tote.
- Repulse, Schlachtkreuzer, 1941 vor Malaysia durch japanische Bomber versenkt, 513 Tote.
- Shark, Zerstörer, 1916 während der Skagerrakschlacht durch deutsche Artillerietreffer versenkt, 86 Tote.
- Sheffield, Zerstörer, 1982 während des Falklandkriegs durch Raketentreffer schwer beschädigt und später gesunken, 20 Tote.
- RFA Sir Galahad, Landungsschiff, 1982 während des Falklandkriegs durch Bombentreffer schwer beschädigt und später versenkt, 50 Tote.
- Sparrowhawk, Zerstörer, 1916 während der Skagerrakschlacht durch deutsche Artillerietreffer schwer beschädigt und anschließend nach Kollision mit Brake gesunken.
- Storaa, bewaffnetes Handelsschiff, 1943 bei Hastings durch ein deutsches Schnellboot versenkt, 22 Tote.
- Swordfish, U-Boot, 1940 nahe der Isle of Wight durch Minentreffer gesunken, 40 Tote.
- Tipperary, Zerstörer, 1916 während der Skagerrakschlacht durch deutsche Artillerietreffer gesunken, 186 Tote.
- Turbulent, Zerstörer, 1916 während der Skagerrakschlacht durch deutsche Artillerietreffer gesunken, 90 Tote.
- U 12, deutsches U-Boot, 1939 wahrscheinlich nahe Dover durch Minentreffer gesunken, 27 Tote.
- U 714, deutsches U-Boot, 1945 nahe dem Firth of Forth durch Wasserbombenangriff versenkt, 50 Tote.
- UB 65, deutsches U-Boot, 1918 vor Padstow, Cornwall, durch einen Unfall gesunken, 37 Tote.
- Umpire, U-Boot, 1941 in der Nordsee vor Norfolk nach einer Kollision mit dem Geleittrawler HMS Peter Hendriks gesunken, 22 Tote.
- Vandal, U-Boot, 1943 nahe der Isle of Arran durch Unfall gesunken, 37 Tote.
- Vortigern, Zerstörer, 1942 vor Cromer durch ein deutsches Schnellboot torpediert und versenkt, 147 Tote.
- Warrior, Panzerkreuzer, 1916 während der Skagerrakschlacht durch deutsche Artillerietreffer schwer beschädigt und bei einem Abschleppversuch gesunken.
- Warwick, Zerstörer, 1942 vor Trevose Head, Cornwall durch das deutsche U-Boot U 413 torpediert und versenkt, 147 Tote.

## Controlled Sites (alphabetisch)
- A7, U-Boot, 1914 durch Unfall bei Plymouth gesunken, 11 Tote.
- Affray, U-Boot, 1951 durch Unfall gesunken, 75 Tote.
- Bulwark, Schlachtschiff, 1914 vor Sheerness durch Munitionskammerexplosion gesunken, 730 Tote.
- Dasher, Geleitflugzeugträger, 1942 im Firth of Clyde durch Explosion gesunken, 379 Tote.
- Exmouth, Zerstörer, 1940 durch das deutsche U-Boot U 22 im Moray Firth torpediert und versenkt, 189 Tote.
- Formidable, Schlachtschiff, 1914 durch das deutsche U-Boot U 24 vor der Isle of Portland torpediert und versenkt, 547 Tote
- H5, U-Boot, 1918 nach Verwechslung mit einem deutschen U-Boot vor Anglesey durch das britische Handelsschiff Rutherglen gerammt und versenkt, 25 Tote, darunter ein Offizier der United States Navy.
- Hampshire, Panzerkreuzer, 1916 wahrscheinlich durch Seemine vor Mainland (Orkney) gesunken, 650 Tote, darunter Feldmarschall Lord Kitchener.
- Natal, Panzerkreuzer, 1915 vor Cromarty nach Explosion gesunken, 421 Tote.
- UB 81, deutsches U-Boot, 1917 bei der Isle of Wight durch eine Seemine gesunken, 29 Tote.
- Royal Oak, Schlachtschiff, 1939 durch das deutsche U-Boot U 47 torpediert und versenkt, 833 Tote.
- Vanguard, Schlachtschiff, 1917 durch Munitionskammerexplosion in Scapa Flow gesunken, 677 Tote.